# Джо Джордан
Джо Джордан (англ. Joe Jordan, нар. 15 грудня 1951, Мотервелл) — шотландський футболіст, нападник. По завершенні ігрової кар'єри — тренер.

## Клубна кар'єра
Вихованець футбольної школи клубу «Блентайр Вікторія».
У дорослому футболі дебютував 1968 року виступами за команду клубу «Грінок Мортон», в якій провів два сезони, взявши участь лише у 8 матчах чемпіонату. 
Своєю грою за цю команду привернув увагу представників тренерського штабу клубу «Лідс Юнайтед», до складу якого приєднався 1970 року. Відіграв за команду з Лідса наступні вісім сезонів своєї ігрової кар'єри. Більшість часу, проведеного у складі «Лідс Юнайтед», був основним гравцем атакувальної ланки команди. За цей час виборов титул володаря Кубка Англії, ставав чемпіоном Англії, володарем Кубка ярмарків.
1978 року уклав контракт з клубом «Манчестер Юнайтед», у складі якого провів наступні три роки своєї кар'єри гравця.  Граючи у складі «Манчестер Юнайтед» також здебільшого виходив на поле в основному складі команди. У складі «Манчестер Юнайтед» був одним з головних бомбардирів команди, маючи середню результативність на рівні 0,34 голу за гру першості.
Згодом з 1981 по 1987 рік грав у складі команд клубів «Мілан», «Верона» та «Саутгемптон». Протягом цих років додав до переліку своїх трофеїв титул володаря Кубка Мітропи.
Завершив професійну ігрову кар'єру у нижчоліговому клубі «Бристоль Сіті», за команду якого виступав протягом 1987—1989 років.

## Виступи за збірну
1973 року дебютував в офіційних матчах у складі національної збірної Шотландії. Протягом кар'єри у національній команді, яка тривала 10 років, провів у формі головної команди країни 52 матчі, забивши 11 голів.
У складі збірної був учасником чемпіонату світу 1974 року у ФРН, чемпіонату світу 1978 року в Аргентині, чемпіонату світу 1982 року в Іспанії.

## Кар'єра тренера
Розпочав тренерську кар'єру, ще продовжуючи грати на полі, 1988 року, очоливши тренерський штаб клубу «Бристоль Сіті».
Надалі очолював команди клубів «Хартс» та «Сток Сіті», а також входив до тренерського штабу клубу «Портсмут».
Наразі входить до тренерського штабу клубу «Тоттенхем Хотспур».

## Титули і досягнення
- Володар Кубка Англії (1):

«Лідс Юнайтед»:  1971–72
- Чемпіон Англії (1):

«Лідс Юнайтед»:  1973–74
- Володар Кубка ярмарків (1):

«Лідс Юнайтед»:  1970–71
- Володар Кубка Мітропи (1):

«Мілан»:  1981–82